# Katja Sjtjekina
Katja Sjtjekina (Катя Щекина), född 18 maj 1986 i Perm, Ryssland, är en rysk fotomodell.
När Katja Sjtjekina var 12 år åkte hon till Moskva där en modellagentur hade anställt henne. När hon började där ville märken som Chanel, Burberry, Versace, Dior, Louis Vuitton, Givenchy, Celine, Calvin Klein, Dolce & Gabbana, Valentino och Gucci anställa henne.